# Portföljen
Portföljen var en illustrerad veckotidning utgiven i Malmö från den 15 december 1849 till 15 december 1852.Tidningen hade undertiteln Nytt illustreradt Skillings-Magasin för nytta. och nöje. Portföljen med undertiteln Tidskrift för salongen var titeln för tidningen utgiven 1854 och 1856.

## Redaktion
Utgivningsbevis för tidningen utfärdades för boktryckaren, filosofie doktor Bernhard August Cronholm den 29 november 1849. Tidskriften började sedan ges ut i Lund 1854 och i Malmö 1856 med uppehåll 1855. Tidningen redigerades och gavs ut av Bernhard Cronholm också 1854 i Lund och 1856 i Malmö. Den i Lund och Malmö utgivna tidningen utgjorde fortsättning av den i Malmö 1849-1852 utgivna Portföljen. Utgivningsbevis utfärdades för Portföljen nr 2 för boktryckaren Bernhard Cronholm den 15 november 1853.

## Tryckning
Tidningen trycktes 1849-1852 hos B. Cronholm med antikva som typsnitt. Tidningen 1849-1852 hade träsnitt som illustrationer. Utgivningsdag var lördagar. Tidningen hade 8 sidor i folioformat med två spalter, format 25,3 x 15,1 cm. Priset var 4 riksdaler banko till sista året i Malmö då det blev 5 riksdaler. Tidningen trycktes i Berlingska boktryckeriet i Lund 1854 och i Malmö i Cronholmska boktryckeriet 1856 med antikva. Under senare utgivningsåren kom tidningen med 4 nummer i månader och hade 8 sidor i kvartoformat med 2 spalter i formatet 23 - 24 x 14 - 16 cm. Tidningen bifogade modeplanscher till en kostnad av 1 riksdaler 24 skilling extra.